# Lourdes Bosch Acarreta
Lourdes Bosch Acarreta (Palma, 18 de novembre de 1972) és una arquitecta i política mallorquina, diputada al parlament de les Illes Balears en la VIII legislatura.

## Biografia
És llicenciada en arquitectura a l'Escola Superior de Arquitectura de la Universitat Politècnica de Catalunya. Ha obtingut alguns màsters a l'IESE i ha estudiat dret a la Universitat Oberta de Catalunya.
Ha treballat com a arquitecta a l'Ajuntament de Palma entre 2000 i 2007 i al Consell de Mallorca entre 2009 i 20211. Militant del Partido Popular, a les eleccions municipals espanyoles de 2007 fou escollida regidora del PP, a l'oposició, responsable d'urbanisme i habitatge a l'Ajuntament de Palma.
Fou escollida diputada a les eleccions al Parlament de les Illes Balears de 2011. Ha estat portaveu del PP de Turisme del i presidenta de la Comissió de Medi ambient i Ordenació Territorial. A les eleccions municipals espanyoles de 2015 va formar part de la llista del PP per a l'ajuntament de Palma